# Daniëlle de Bruijn
Pour les articles homonymes, voir de Bruijn.
Daniëlle de Bruijn, née le 13 février 1978 à Flardingue, est une joueuse de water-polo néerlandaise. 

## Carrière
Daniëlle de Bruijn est sacrée championne olympique aux Jeux d'été de 2008 à Pékin. 